# 東布盧姆菲爾德 (紐約州)
東布盧姆菲爾德（英語：East Bloomfield）是一個位於美國紐約州安大略縣的鎮。

## 人口
根據2020年美國人口普查的數據，東布盧姆菲爾德的面積為86.33平方千米，當中陸地面積為85.97平方千米，而水域面積為0.36平方千米。當地共有人口3661人，而人口密度為每平方千米42人。